# Lois Abbingh
Lois Abbingh (Groninga, 13 de agosto de 1992) es una jugadora neerlandesa de balonmano que actúa como lateral izquierdo y milita en el Borussia Dortmund Handball, además de ser internacional absoluta con la selección de los Países Bajos.

## Trayectoria

### Clubes
Formada en el V&S Groningen, Abbingh debutó en la máxima categoría neerlandesa con el E&O Emmen (2009-2010), donde fue máxima goleadora de la Eredivisie. Entre 2010 y 2014 dio el salto a la Handball-Bundesliga femenina con el VfL Oldenburg, conquistando la DHB-Pokal 2012.
En 2014 fichó por el HCM Baia Mare rumano, con el que ganó la Cupa României 2015. Tras dos campañas recaló en el Issy-Paris Hand (2016-2018) de la liga francesa y, posteriormente, en el Rostov-Don ruso (2018-2020), con el que se proclamó bicampeona de la Superliga rusa (2019 y 2020).
Entre 2020 y 2023 defendió los colores del Odense Håndbold danés, ganando dos ligas (2021, 2022) y la copa de 2020. Tras una pausa por maternidad volvió a las pistas con el Vipers Kristiansand noruego (2023-2025), logrando el doblete liga-copa en su primera temporada. En febrero de 2025, y tras la quiebra del club noruego, se incorporó al Borussia Dortmund Handball con contrato hasta 2026.

#### Trayectoria de clubes
- 2009 – 2010:  V&S Groningen
- 2009 – 2010:  E&O Emmen
- 2010 – 2014:  VfL Oldenburg
- 2014 – 2016:  HCM Baia Mare
- 2016 – 2018:  Issy-Paris Hand
- 2018 – 2020:  Rostov-Don
- 2020 – 2023:  Odense Håndbold
- 2023 – 2025:  Vipers Kristiansand
- 2025 –    :  Borussia Dortmund Handball

### Selección
Debutó con la absoluta neerlandesa en 2010 y desde entonces ha superado las 200 internacionalidades, siendo pieza clave en la edad dorada de la Oranje. Con la selección logró el oro mundial en 2019 (anotando el gol decisivo de la final), la plata mundial en 2015 y el bronce en 2017, además de las medallas europea de plata (2016) y bronce (2018). En los Juegos Olímpicos terminó cuarta en Río 2016 y quinta en Tokio 2020.
Fue la abanderada de la delegación de los Países Bajos en los Juegos Olímpicos de Paris 2024.

## Premios y títulos

### Con la selección
- 1 x Medalla de oro en el Campeonato Mundial (2019)
- 1 x Medalla de plata en el Campeonato Mundial (2015)
- 1 x Medalla de bronce en el Campeonato Mundial (2017)
- 1 x Medalla de plata en el Campeonato Europeo (2016)
- 1 x Medalla de bronce en el Campeonato Europeo (2018)

### Con sus clubes
- 2 x Superliga de balonmano de Rusia (2019, 2020)
- 2 x Liga danesa de balonmano femenino (2021, 2022)
- 1 x Copa de Dinamarca de balonmano femenino (2020)
- 1 x Liga de Noruega de balonmano femenino (2023/24)
- 1 x Copa de Noruega de balonmano femenino (2023/24)
- 1 x DHB-Pokal (2012)
- 1 x Cupa României de balonmano femenino (2015)

## Vida personal
Abbingh dio a luz a su hijo Lev en septiembre de 2022.